# Ersilio Tonini
Ersilio Tonini (San Giorgio Piacentino, 20 luglio 1914 – Ravenna, 28 luglio 2013) è stato un cardinale e arcivescovo cattolico italiano.

## Biografia
Nacque a Centovera, frazione di San Giorgio Piacentino, in provincia e diocesi di Piacenza, il 20 luglio 1914, terzo dei cinque figli di Cesare Tonini e Celestina Guarnieri, umili agricoltori.

### Formazione e ministero sacerdotale

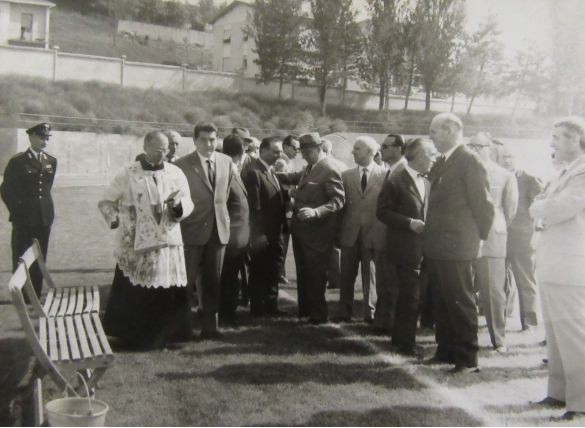
Don Ersilio Tonini benedice lo Stadio Francani di Salsomaggiore Terme, 1967

Entrò in seminario all'età di undici anni e, dopo aver studiato presso il seminario vescovile di Bedonia, il 18 aprile 1937 fu ordinato presbitero per la diocesi di Piacenza dal vescovo Ersilio Menzani.
Fu vicerettore del seminario, poi insegnante e assistente spirituale dei gruppi FUCI e dei Laureati cattolici, e direttore del settimanale diocesano «Il Nuovo Giornale».
Dal 1953 al 1968 fu parroco della parrocchia di San Vitale a Salsomaggiore Terme, cittadina all'epoca divisa tra le diocesi di Piacenza e Fidenza. Nell'ottobre 1968 fu nominato rettore del seminario vescovile di Piacenza.

### Ministero episcopale e cardinalato

#### Vescovo di Macerata e Tolentino
Il 28 aprile 1969 papa Paolo VI lo nominò vescovo di Macerata e Tolentino nonché amministratore apostolico di Cingoli e di Treia. Ricevette l'ordinazione episcopale il 2 giugno 1969, nella cattedrale di Piacenza, dall'arcivescovo Umberto Malchiodi, co-consacranti l'arcivescovo Agostino Casaroli e il vescovo Carlo Colombo. Il 28 agosto seguente prese possesso della diocesi.
Dal 1970 fu anche amministratore apostolico di Recanati.
In terra marchigiana attuò una coraggiosa riforma agraria, cedendo ai contadini i terreni della diocesi.

#### Arcivescovo di Ravenna-Cervia
Il 22 novembre 1975 fu nominato arcivescovo di Ravenna e vescovo di Cervia, sedi episcopali unite aeque principaliter. Nel 1986, in seguito alla plena unione delle due sedi, fu arcivescovo di Ravenna-Cervia.
Nel 1978 fu chiamato a presiedere il consiglio di amministrazione della NEI, società editrice del quotidiano cattolico Avvenire.
Nel 1987 aderì alla campagna umanitaria per i popoli nativi della diocesi di Roraima «Uma vaca para o Indio». Ne discusse con papa Giovanni Paolo II, che la approvò ed effettuò una donazione di decine di milioni di lire. Il papa gli affidò inoltre un messaggio scritto di suo pugno da portare alle popolazioni brasiliane. Si recò personalmente in Amazzonia e, col vescovo e i missionari locali, si presentò agli Indios e lesse, durante la Messa, il messaggio papale davanti a 500 giovani.
Tra il 1988 e il 1989 fu amministratore apostolico delle diocesi di Rimini e di San Marino-Montefeltro, allora unite in persona episcopi, fino all'arrivo del nuovo vescovo Mariano De Nicolò.
Il 27 ottobre 1990 papa Giovanni Paolo II accolse la sua rinuncia, presentata per raggiunti limiti di età, al governo pastorale dell'arcidiocesi di Ravenna-Cervia; gli succedette Luigi Amaducci, fino ad allora vescovo di Cesena-Sarsina. Rimase amministratore apostolico dell'arcidiocesi fino all'ingresso del successore, avvenuto il 15 dicembre successivo.

#### Arcivescovo emerito e cardinale
Nel 1991 fu tra i protagonisti della trasmissione televisiva giornalistica I dieci comandamenti all'italiana di Enzo Biagi, definita dalla Santa Sede «un esempio di moderna catechesi che si avvale del mezzo e del linguaggio televisivo». Fu la prima di una lunga serie di apparizioni televisive che ne fecero un commentatore apprezzato e ricercato.
Nel concistoro del 26 novembre 1994 papa Giovanni Paolo II lo creò cardinale presbitero (non elettore, in quanto già ottantenne) del titolo del Santissimo Redentore a Val Melaina. Dal 30 aprile 2010, giorno della morte del cardinale Paul Augustin Mayer, è stato il più anziano cardinale vivente mentre dal 14 gennaio 2012, giorno della morte del vescovo Antonio Mistrorigo, è stato inoltre il più anziano ordinario diocesano italiano.
Nel 2012 fu pubblicata la sua autobiografia, scritta insieme con Paolo Gambi, dal titolo Il gusto della vita. Perché alla soglia dei cent'anni credo sempre nella meraviglia.
Morì il 28 luglio 2013 presso l'Opera Santa Teresa di Ravenna alle 2:00, otto giorni dopo il suo novantanovesimo compleanno, per sopraggiunte complicazioni alle sue già precarie condizioni di salute. Ad annunciare il decesso, durante una messa celebrata sulla spiaggia di Milano Marittima alle 6:00 per la Giornata mondiale della gioventù, è stato l'arcivescovo di Ravenna-Cervia Lorenzo Ghizzoni, parlando di «un uomo che ha vissuto nella fede fino all'ultimo, incoraggiando anche chi gli stava vicino e sempre sollecitando la fiducia in Dio». L'arcivescovo, invitando i presenti alla preghiera, ha poi aggiunto: «Ho avuto occasione di conoscere il cardinale Tonini da poco tempo ma ho riconosciuto in lui una persona di grande saggezza e coraggio nell'apertura e nell'incontro con tutti». Alcune testate giornalistiche lo hanno definito "Il comunicatore di Dio".
Il rito funebre, presieduto dal cardinale Dionigi Tettamanzi, si è tenuto il 30 luglio nella cattedrale di Ravenna; la salma è stata successivamente tumulata nel cimitero monumentale della città in via provvisoria. Oggi riposa nel duomo di Ravenna.

## Genealogia episcopale e successione apostolica
La genealogia episcopale è:
- Cardinale Scipione Rebiba
- Cardinale Giulio Antonio Santori
- Cardinale Girolamo Bernerio, O.P.
- Arcivescovo Galeazzo Sanvitale
- Cardinale Ludovico Ludovisi
- Cardinale Luigi Caetani
- Cardinale Ulderico Carpegna
- Cardinale Paluzzo Paluzzi Altieri degli Albertoni
- Papa Benedetto XIII
- Papa Benedetto XIV
- Papa Clemente XIII
- Cardinale Marcantonio Colonna
- Cardinale Giacinto Sigismondo Gerdil, B.
- Cardinale Giulio Maria della Somaglia
- Cardinale Carlo Odescalchi, S.I.
- Cardinale Costantino Patrizi Naro
- Cardinale Lucido Maria Parocchi
- Papa Pio X
- Papa Benedetto XV
- Arcivescovo Ersilio Menzani
- Arcivescovo Umberto Malchiodi
- Cardinale Ersilio Tonini

La successione apostolica è:
- Vescovo Odo Fusi Pecci (1971)
- Vescovo Luigi Ferrando (1996)
- Vescovo Giuseppe Orlandoni (1997)

## Intitolazioni
Nel 2015 è stata dedicata al cardinale la prima edizione di "Due chilometri sul Po", una gara di nuoto svoltasi il 20 luglio dello stesso anno.

## Onorificenze
- Nel giugno 1993 venne insignito dell'Antonino d'oro dal capitolo di canonici della basilica di Sant'Antonino di Piacenza.[14]